# Lepe (Hampshire)
Lepe – wieś w Anglii, w hrabstwie Hampshire, w dystrykcie New Forest. Leży 31 km na południe od miasta Winchester i 118 km na południowy zachód od Londynu.